# Квазистатическое давление
Квазистатическое давление — давление, бесконечно мало отличающееся от равновесного при данной температуре в данный момент времени.
Квазистатическое давление в термодинамике — идеализированное давление, состоящее из непрерывно следующих друг за другом состояний равновесного давления, обратимого на всех этапах.
При медленных процессах в каждый момент времени можно считать, что давление квазистационарно, а вот при быстрых процессах, таких как детонация, например, данное условие не выполняется, и давление и состав продуктов детонации не являются равновесными, что сильно сказывается на работоспособности системы (особенно при кумуляции) и выделившейся теплоте. А давление становится стационарным уже за фронтом детонации.